# Boston Open 2013
Die Boston Open 2013 im Badminton fanden vom 3. bis zum 5. Mai 2013 im Rockwell Cage des Massachusetts Institute of Technology in Cambridge statt.

## Sieger und Platzierte
| Disziplin    | Gold                                        | Silber                                       | Bronze                               |
| ------------ | ------------------------------------------- | -------------------------------------------- | ------------------------------------ |
| Herreneinzel | Sattawat Pongnairat                         | Qiu Chongtian                                | Raju Rai                             |
| Herreneinzel | Sattawat Pongnairat                         | Qiu Chongtian                                | Ilian Perez                          |
| Dameneinzel  | Zhang Beiwen                                | Bo Rong                                      | Jamie Subandhi                       |
| Dameneinzel  | Zhang Beiwen                                | Bo Rong                                      | Nicole Grether                       |
| Herrendoppel | Christian Christianto Leonard Holvy de Pauw | Agusriadi Wijaya Amphie Sarun Vivatpatanakul | Ba Han Zaw Win                       |
| Herrendoppel | Christian Christianto Leonard Holvy de Pauw | Agusriadi Wijaya Amphie Sarun Vivatpatanakul | Kyle Emerick Sattawat Pongnairat     |
| Damendoppel  | Nicole Grether Charmaine Reid               | Eva Lee Paula Obanana                        | Ruth Menchaca Deepti Reddy           |
| Damendoppel  | Nicole Grether Charmaine Reid               | Eva Lee Paula Obanana                        | Daphne Ng Jamie Subandhi             |
| Mixed        | Leonard Holvy de Pauw Eva Lee               | Sattawat Pongnairat Jamie Subandhi           | Neil Davies Lu Hsin-I                |
| Mixed        | Leonard Holvy de Pauw Eva Lee               | Sattawat Pongnairat Jamie Subandhi           | Agusriadi Wijaya Amphie Jing Yu Hong |